# Robert H. Rines
Robert Harvey Rines, né le 30 août 1922 à Boston (États-Unis) , ville où il est également mort le 1er novembre 2009, est un avocat, inventeur, musicien et compositeur américain. Il est connu pour ses efforts pour trouver et identifier le monstre du loch Ness.

## Biographie
Robert H. Rines naît le 30 août 1922 à Boston dans le Massachusetts. Il obtient un baccalauréat ès sciences du MIT en 1943, un doctorat en droit de l'Université de Georgetown en 1946 et un doctorat de la National Chiao Tung University à Taiwan en 1972. 
Pendant la Seconde Guerre mondiale, Rines sert comme officier du Corps des transmissions de l'Armée de terre et a aidé à mettre au point le système d'alerte rapide aux micro-ondes.
En 1973 il fonde le Franklin Pierce Law Center pour former des étudiants en droit sur le droit de la propriété intellectuelle.
Il détient de nombreux brevets américains sur une grande variété de sujets.
Il contribue à la mise au point des systèmes utilisés pour guider les missiles Patriot pendant la guerre du Golfe, en 1991. Ses études sur les sonars servent au repérage, en 1985, de l'épave du Titanic.
Il est en outre connu pour son inlassable traque du monstre du Loch Ness, Nessie.
En mai 2008, il prend sa retraite après 45 ans de son poste au MIT.
Robert H. Rines meurt le 1er novembre 2009 à son domicile de Boston.

### Recherche de Nessie
Lors d'une visite en Ecosse en 1972, Rines rapporte avoir vu « une grosse bosse sombre, couverte... d'une peau rugueuse et tachetée, comme le dos d'un éléphant » dans le Loch Ness. Au cours des 35 années suivantes, il a monté de nombreuses expéditions dans le loch et en a exploré les profondeurs à l'aide d'équipements électroniques et photographiques sophistiqués, en grande partie de sa propre conception. Bien que ses recherches aient donné lieu à de multiples théories et à plusieurs photographies alléchantes, il n'a pas été en mesure de produire suffisamment de preuves pour convaincre la communauté scientifique de l'existence du légendaire monstre. Pour cela, il a reçu le Dinsdale Memorial Award en 2004.